# Toshiki Okajima
Toshiki Okajima (岡島俊樹?, Okajima Tojiki; Toyama, 18 marzo 1955) è un ex calciatore giapponese, di ruolo attaccante.

## Carriera

### Club
Nel corso della propria carriera di calciatore, svoltasi tra il 1973 e il 1980, ebbe modo di segnare 84 reti per lo Yomiuri, vincendo per tre anni consecutivi il titolo di capocannoniere della Japan Soccer League Division 2 e piazzandosi al secondo posto nella classifica marcatori della Japan Soccer League 1978.

### Nazionale
Nonostante l'elevato numero di reti segnate in campionato, Okajima non ottenne mai una convocazione in nazionale maggiore: conta tuttavia un'apparizione nella selezione C della squadra, in occasione di un incontro con la squadra olimpica della nazionale sovietica avvenuto nel 1978.

### Dopo il ritiro
Ritiratosi dal calcio giocato nel 1980, negli anni successivi ha svolto l'attività di docente in alcune scuole sportive della prefettura di Toyama.

## Statistiche

### Presenze e reti nei club
| Stagione | Squadra        | Campionato | Campionato | Campionato | Coppe nazionali | Coppe nazionali | Coppe nazionali | Totale | Totale |
| Stagione | Squadra        | Comp       | Pres       | Reti       | Comp            | Pres            | Reti            | Pres   | Reti   |
| -------- | -------------- | ---------- | ---------- | ---------- | --------------- | --------------- | --------------- | ------ | ------ |
| 1973     | Yomiuri        | JSL2       | 7          | 2          | CImp            | 0               | 0               | 7      | 2      |
| 1974     | Yomiuri        | JSL2       | 17         | 9          | -               | -               | -               | 17     | 9      |
| 1975     | Yomiuri        | JSL2       | 18         | 21         | -               | -               | -               | 18     | 21     |
| 1976     | Yomiuri        | JSL2       | 18         | 15         | CdL+CImp        | 4+2             | 2+2             | 24     | 19     |
| 1977     | Yomiuri        | JSL2       | 17         | 11         | CdL+CImp        | 4+1             | 1+0             | 22     | 12     |
| 1978     | Yomiuri        | JSL1       | 18         | 13         | CdL+CImp        | 6+2             | 4+0             | 26     | 17     |
| 1979     | Yomiuri        | JSL1       | 17         | 8          | CdL+CImp        | 4+2             | 2+0             | 23     | 10     |
| 1980     | Yomiuri        | JSL1       | 18         | 5          | CdL+CImp        | 2+3             | 1+1             | 23     | 7      |
|          | Totale Yomiuri |            | 130        | 84         |                 | 30              | 13              | 160    | 97     |

## Palmarès

### Club
- Japan Soccer League Cup: 1

1979

### Individuale
- Capocannoniere della Japan Soccer League Division 2: 3[2][3][4][5][6]